# Polsat Go
Polsat Go – polski serwis AVOD należący do Telewizji Polsat działający w latach 2021–2023. Umożliwiał odtwarzanie treści znanych z kanałów telewizyjnych Grupy Polsat Plus bez opłat, w modelu reklamowym.

## Dostępność
Polsat Go dostępny był poprzez specjalną stronę internetową oraz w aplikacji na urządzenia mobilne (Android, HMS i iOS) i telewizory Smart TV, Android TV i Apple TV.

## Zasoby platformy
Treści dostępne w Polsat Go wcześniej można było znaleźć w serwisie ipla. Na przełomie sierpnia i września 2021 roku serwis ten został zastąpiony przez dwie oddzielne platformy:
- Polsat Go – serwis bezpłatny (z ograniczoną liczbą treści, z reklamami)
- Polsat Box Go – serwis dostępny jedynie w modelu płatnym, tzw. SVOD (z rozszerzoną ofertą programową, bez reklam)

Polsat Go umożliwiał dostęp na żądanie do produkcji, które były wcześniej emitowane w stacjach telewizji linearnej, należących do spółki Telewizja Polsat S.A. Były to produkcje własne, jak i te, do których emisji nadawca nabył pełne prawa. Jeśli chodzi o filmy pełnometrażowe w bibliotece serwisu znajdowały się głównie polskie filmy z lat 60., 70. i 80. XX wieku, których dystrybucją zajmuje się Studio Filmowe „Kadr”. Niewielką liczbę stanowiły filmy zagraniczne. Z wydarzeń sportowych można było za pośrednictwem platformy oglądać wyłącznie magazyny i skróty meczów, do których właściciel serwisu posiada prawa telewizyjne. Platforma oferowała ponadto dostęp do dwóch kanałów TV na żywo (Polsat i TV4).

## Wycofanie serwisu
Po 31 sierpnia 2023 roku serwis przełączył się w status EOL (End Of Life). Według nadawcy, platforma została zlikwidowana, ale wszystkie programy dostępne są w jednym serwisie – Polsat Box Go. Grupa Polsat Plus oferowała użytkownikom darmowego serwisu prezent w postaci darmowego dostępu do wszystkich produkcji z podstawowego pakietu na dwa miesiące. Polsat Box Go zastąpiła w momencie zamknięcia serwisu także Polsat Go w naziemnej telewizji cyfrowej dostępnej jako aplikacji HbbTV.

## Logo
| Data wprowadzenia | Opis                                                              | Ilustracja |
| ----------------- | ----------------------------------------------------------------- | ---------- |
| 16 sierpnia 2021  | Żółto-złote paski tworzące kulę, pod nią żółty napis „polsat go”. |            |